# 艾德里安·阿佛納
艾德里安·阿佛納（？—）是一名加拿大漫畫藝術家，以其與作家布賴恩·沃恩共同創作的漫威漫畫《離家童盟》而知名。
當作家泰瑞·摩爾從西恩·麥基沃手中接過寫作任務時，阿佛納被安排為《蜘蛛俠愛瑪麗·簡》第二卷的筆手，但他卻選擇完全離開漫畫，只為新系列提供封面，而藝術工作則交給克雷格·盧梭。然而，阿佛納在2009年6月重新回到漫畫界，為《Captain Britain and MI13》年刊製作美術。後來他和羅恩·加尼一起畫了《Uncanny X-Force》。
2013年8月，漫威漫畫首發了月度系列作品《驚奇少女》，由阿佛納擔任藝術家，G·威洛·威爾遜擔任作家。

## 外部連結
- 漫画书数据库：艾德里安·阿佛納
- 艾德里安·阿佛納 （页面存档备份，存于）在Comicvine的作品